# Herênio Etrusco
Quinto Herênio Etrusco Méssio Décio foi nomeado augusto pelo seu pai, o imperador Décio (r. 249–251), no início de 251. Logo depois foi mandado pelo seu pai para a Mésia lutar contra os godos, onde ambos morreram na desastrosa Batalha de Abrito em junho de 251.